# Meliosma nana
Meliosma nana är en tvåhjärtbladig växtart som beskrevs av Jules Eugène Vidal. Meliosma nana ingår i släktet Meliosma och familjen Sabiaceae. Inga underarter finns listade.